# Ubbenholma
Ubbenholma är en ö i Åland (Finland). Den ligger i Skärgårdshavet och i kommunen Kökar i landskapet Åland, i den sydvästra delen av landet. Ön ligger omkring 61 kilometer öster om Mariehamn och omkring 220 kilometer väster om Helsingfors.
Öns area är 70,6 hektar och dess största längd är 1,5 kilometer i öst-västlig riktning. Ön höjer sig omkring 20 meter över havsytan.